# Görbecsőrű gezerigó
A görbecsőrű gezerigó (Toxostoma curvirostre) a madarak osztályának a verébalakúak (Passeriformes) rendjéhez és a gezerigófélék (Mimidae) családjához tartozó faj.

## Rendszerezése
A fajt William John Swainson angol ornitológus írta le 1827-ben, az Orpheus nembe Orpheus curvirostris néven.

## Alfajai
- Toxostoma curvirostre celsum R. T. Moore, 1941
- Toxostoma curvirostre curvirostre (Swainson, 1827)
- Toxostoma curvirostre insularum van Rossem, 1930
- Toxostoma curvirostre maculatum (Nelson, 1900)
- Toxostoma curvirostre oberholseri Law, 1928
- Toxostoma curvirostre occidentale (Ridgway, 1882)
- Toxostoma curvirostre palmeri (Coues, 1872)[2]

## Előfordulása
Az Amerikai Egyesült Államok délnyugati részén, valamint Mexikó területén honos. Természetes élőhelyei a mérsékelt övi sivatagok, szubtrópusi vagy trópusi füves puszták és cserjések. Állandó, nem vonuló faj.

## Megjelenése
Testhossza 28 centiméter, testtömege 67–90 gramm. Görbe csőre, narancssárga szeme és hosszú farka van.
|  |

## Életmódja
Rovarokkal, kaktuszok virágaival és gyümölcseivel táplálkozik.

## Szaporodása
Fészekalja 3-5 tojásból áll.
|  |

## Természetvédelmi helyzete
Az elterjedési területe nagyon nagy, egyedszáma viszont csökken, de még nem éri el  a kritikus szintet. A Természetvédelmi Világszövetség Vörös listáján nem fenyegetett fajként szerepel.